# Colin Beavan
Colin Beavan (1967) es un escritor de libros de no ficción, un afamado bloguero, así como un destacado activista del ecologismo estadounidense, entre otras cosas, por su intento de vivir con su familia durante un año con un estilo de vida de impacto cero en la ciudad de Nueva York.

Esquema de los tres pilares del desarrollo sostenible.

## La experiencia
Durante el año que duró la experiencia, Beavan y su familia le ahorraron al medio ambiente más de media tonelada cada uno, 2.184 pañales desechables, 572 bolsas de plástico, 1.248 recipientes de comida y 2.190 vasos de papel entre otras cosas. Estuvieron seis meses sin electricidad, comieron exclusivamente alimentos producidos a menos de 250 kilómetros de distancia y cultivaron su propio huerto.

## Repercusiones mediáticas de su experiencia
El diario The New York Times convirtió a Beavan en una celebridad con un reportaje sobre su experimento, donde se destacaba, entre otras cosas, su decisión de no usar papel higiénico. Beavan logró implicar en su experiencia a su esposa, una confesa “consumidora compulsiva, adicta a la comida basura y la televisión”, hasta el punto de que fue ella misma quien decidió deshacerse de la televisión.
De esta experiencia se grabó un documental con el título No Impact Man: The Documentary, dirigido por Laura Gabbert y Justin Schein. También se ha editado un libro, publicado en 2009.
Beavan fue seleccionado por MSN como uno de los diez hombres más influyentes del año. También fue nominado gurú del ecologismo por la revista Elle en 2008. Su blog, NoImpactMan.com fue nominado entre los 15 websites más destacado del ecologismo mundial por Time Magazine.

## Polémicas
El experimento no estuvo exento de polémicas y críticas, especialmente de grupos ecologistas y científicos que no creen que sea posible vivir con impacto cero. Por ejemplo, se le acusó de que utilizaba electricidad para usar su PC portátil y para actualizar su blog. Para evitarlo, instaló un panel solar.

## Obra
- No Impact Man: The Adventures of a Guilty Liberal Who Attempts to Save the Planet and the Discoveries He Makes About Himself and Our Way of Life in the Process - 2009
- Operation Jedburgh: D-Day and America's First Shadow War - 2006
- Fingerprints: The Origins of Crime Detection and the Murder Case that Launched Forensic Science - 2001